# Kovács Zoltán (író)
Sepsi-szentgyörgyi és szemerjai Kovács Zoltán (Erk, 1863. március 16. – Budapest, 1931. október 23.) író, hírlapíró, lapszerkesztő, A Pallas nagy lexikonának segédszerkesztője.

## Családja
Édesapja Kovács Ignác, aki a szabadságharc kitörése előtt a nagyenyedi református kollégiumban volt tanító, 1848-49-ben honvéd főhadnagy, később Heves megyei tekintélyes birtokos, anyai ágon atyafiságban volt Tompa Mihállyal. Édesanyja bártfai Szabó Jolán (született 1846. április 12-én Erken, Heves megye, meghalt 1892. szeptember 28-án Budapesten) költői lélek volt és maga is verselgetett.

## Életútja
Kovács Zoltán a szülői háznál gondos nevelésben részesült és apja a fő gondot a nyelvek tanulására fektette. Középiskolai tanulmányait a soproni Csöndes-féle nevelőintézetben; később, minthogy apja minden vagyonát elvesztette, a Ferenc császár-féle 315 forintos ösztöndíjjal a nagyváradi főreáliskolában 1881-ben VII. osztályt végezte, ahol különösen Endrődi Sándor magyar irodalmi előadásai voltak rá nagy hatással. 1879-80-ban sűrűn jelentek meg versei és egyéb dolgozatai a fővárosi, de különösen a nagyváradi lapokban. 1882-ben Budapestre ment, hogy tanulmányait befejezze, azonban kenyér után kellett néznie. Hajlama az írói pályára vonzotta és még ugyanazon évben a Radó Antal szerkesztette Magyar Ujság, e lap megszűnte után pedig 1880. októberben a félhivatalos Magyar Távirati Iroda és Országgyűlési Értesítő munkatársa lett. 1886. november 1-től 1888. január 31-ig Bodányi Mór főszerkesztő mellett a Budapesti Ujság politikai napilap felelős szerkesztője volt; a lap számára több regényt fordított névtelenül és egy eredeti regényt (Aranyos Ilka) írt szintén névtelenül. 1888. február 1-jén visszatért a Magyar Távirati Irodához. 1893 szeptemberétől a Pallas Nagy Lexikonának segédszerkesztője volt.
Majdnem valamennyi fővárosi lapban jelentek meg különféle dolgozatai s versei (a humorisztikus versek Rimkovács álnév alatt, főképp a Bolond Istókban, Urambátyámban, Mihaszna András Naptárában sat.). Az 1890-es évek elején a Fenyvessy Ferenc alapította Magyar Ujság számára több regényt és elbeszélést fordított névtelenül.

## Munkái
- Convay Hugh, A tenger szülöttje. Regény, Budapest, 1892
- Habberton, John. Lelkem kicsikém! Víg regény. Budapest, 1892 (2. képes kiadás. Uo. 1893)
- Knut Hamsun, Az éhség. Regény, Budapest, 1892
- Poe E., Elbeszélések. Budapest, 1892
- Soulié, Az arany. Budapest, 1893. Három kötet. (Ezen regényeket mind névtelenül fordította s előbb a Magyar Ujságban jelentek meg.)
- A három király. Budapest, 1896 (Verses elbeszélés. Jó könyvek)